# Vilja
Vilja (in russo  Виля?) è un insediamento operaio della Russia europea centro-orientale, parte del circondario urbano della città di Vyksa, nell'oblast' di Nižnij Novgorod.
Si trova 9 km a sud di Vyksa.